# 国分胤茂
国分 胤茂（こくぶん たねもち、建久8年（1197年）? - 仁治3年11月22日（1242年12月15日）?）は、日本の鎌倉時代に陸奥国宮城郡、現在の宮城県仙台市付近にいたとされる武士である。陸奥国の国分氏第2世の当主とされるが、実在しない可能性がある。
陸奥国の国分氏は、南北朝時代から戦国時代まで陸奥国宮城郡南部を領した武士で、下総国の国分から氏をとった国分胤通が宮城郡国分を奥州合戦の恩賞として与えられて移住したのがはじまりだと伝える。江戸時代に仙台藩の佐久間義和が編纂した系図では、胤茂は国分胤長の子、胤通からは孫にあたり、母は東胤頼の女。平直常の女を妻として男子2人、女子2人を儲けた。男子は国分胤重と茂晴。女子はそれぞれ武石安泰と武藤頼国の妻になった。
胤茂の幼名は国寿丸。小太郎と名乗り、従五位下、美濃守を官位にした。建久8年（1197年）国分に生まれ、仁治3年（1242年）11月22日に46歳で死んだ。父が早く死んだため祖父の後を継ぎ、承久3年（1221年）に征夷大将軍藤原頼経から奥州の主政に補せられたという。
ただし、国分胤通が陸奥国国分荘を与えられたというのは陸奥国側の系図にだけ見えることで、奥州合戦後に下総で胤通が活動した記録があり、子孫も残している。下総側で作られた系図に胤長・胤茂の名はない。系図作者が陸奥の国分氏を鎌倉御家人の国分胤通に結びつけたのではないかとみる説からすれば、胤茂は系図をつなぐために作られた人物ということになる。そうでなくとも、国分胤通が陸奥で恩賞を得ながら下総に留まったとみる説はもとより、胤通の移住まで肯定する説も、系図の詳細を信用しているわけではないので、胤茂の実在性にはやはり疑問が残る。